# انتهاكات حقوق الإنسان خلال الحرب الأهلية السورية

## انتهاكات مسندة إلى الحكومة السورية
هي انتهاكات حقوق الإنسان التي اتّهمت الحكومة السورية بارتكابهما أثناء العمليات العسكرية. كاستخدام السلاح الكيميائي في الغوطة وكذلك وثائق جرائم الحرب التي وثقت مقتل 11 ألف شخص من خلال 50 ألف صورة.

### مجازر

#### الهجوم الكيميائي على الغوطة
حسب الأمم المتحدة فإن بشار الاسد «ارتكب كثيرا من الجرائم ضد الإنسانية». ويجب ان يحاسب عليها ؛ فعقب الهجوم الكيميائي على الغوطة قدمت الاستخبارات الألمانية تقريرا يشير إلى أن السلاح الكيميائي قد يكون استعمل بدون علم الرئيس السوري بشار الأسد أو تفويض منه، لكن منظمة هيومان رايتس ووتش ذكرت أن الرئيس السوري بشار الاسد مسؤول على الأرجح

#### مجزرة البيضاء

تجميع بعض ضحايا مجزرة البيضاء

حسب منظمة هيومن رايتس ووتش التي نشرت تقرير بعنوان «لم يبق أحدٌ» في 68 صفحة؛ فإن قرابة 248 شخص من بينهم 23 سيدة و14 طفلاً قتلتهم القوات الحكومية في قريتي البيضاء وبانياس في مايو 2013 أمام أعين أقربائهم بعد أن اقتحمت المنازل، وجمعت الرجال في مكان واحد، وأعدمتهم رمياً بالرصاص ومن ثم احرقوا عشرات الجثث.

#### مجزرة الحولة
حسب الأمم المتحدة فإن الحكومة السورية بقيادة بشار الأسد متهمة بتنفيذ «إجراءات وحشية» مُخالفة للقانون الدولي عقب حدوث مجزرة الحولة

### التعذيب

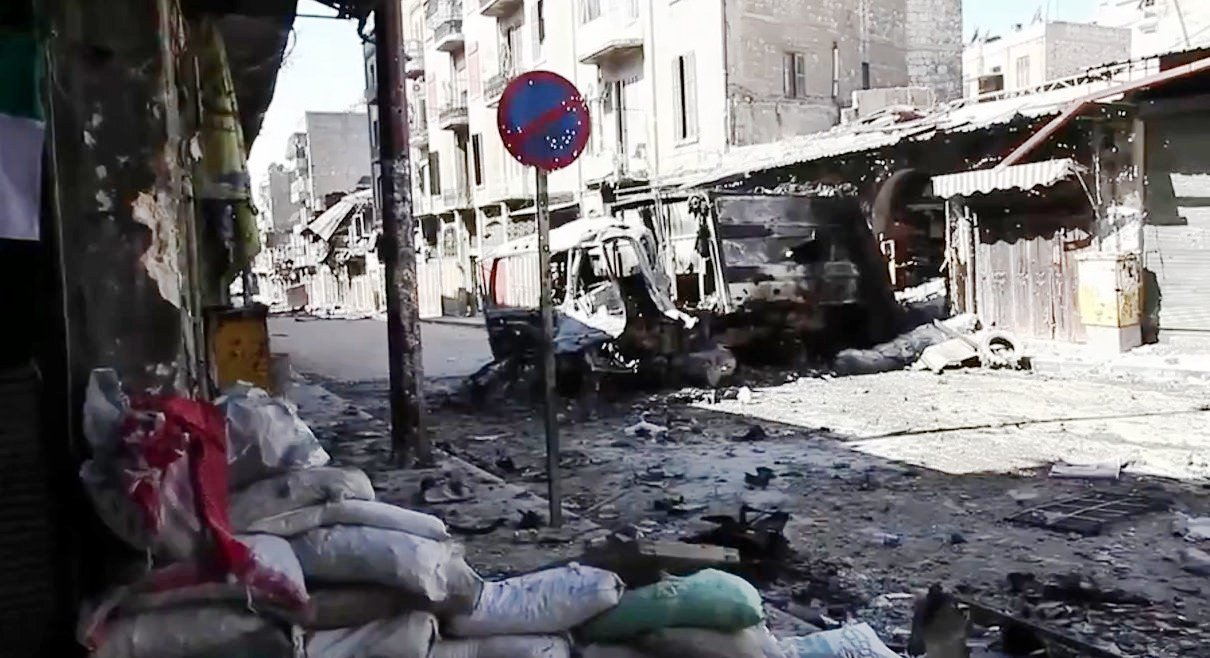
أحياء حلب بعد قصفها من قبل سلاح الجو السوري

منذ مارس 2011 نشر العديد من مقاطع الفيديو التي توثق تعرض السجناء للضرب المبرح وإجبارهم على الركوع لصورة تُظهر بشار الأسد  وتعرضهم للشبح واستخدام الضرب على مختلف أنحاء الجسم بأدوات مختلفة كالعصي وكابلات الكهرباء، واقتلاع الأظافر ونتف الشعر وانتزاع اللحم بملاقط معدنية، وتقطيع الأعضاء والطعن، وحرق الجلد بالأحماض، وبعد مضي أقل من عام على الأزمة وثقت هيومن رايتس ووتش 12 حالة على الأقل لاحتجاز أطفال وتعرضهم للتعذيب  وإلى وجود وثائق وزنازين وحجرات استجواب وأجهزة تعذيب كجهاز تعذيب «بساط الريح»  وتعرض النساء للاعتداء الجنسي
حسب استاذة التشريح في جامعة دندي الاسكتلندية سوزان بلاك وثلاثة مدعين سابقين في محاكم جرائم الحرب فإن 11 ألف معتقل سوري قد تعرضوا للقتل على نطاق واسع حيث ظهرت على جثث علامات على الشنق أو الصعق بالكهرباء وأن أقلية كبيرة كانوا مقيدين وبعضهم تعرضوا للضرب بأجسام تشبه القضبان
في يناير/كانون الثاني 2014 حصلت وكالة أنباء الأناضول على 55 ألف صورة لقرابة 11 ألف ضحية، وقد أظهرت الصور التي سربها منشق عن الشرطة العسكرية، الذين قتلوا تحت التعذيب، أو تركوا ليموتوا جوعاً في المعتقلات في الفترة من مارس/اذار 2011 حتى أغسطس/آب 2013.
بناء على فريق المحققين بجرائم الحرب وخبراء الطب الشرعي الذين استمعوا إلى شهادة الشرطي المصور وتدقيق الصور والتأكد من مصداقيتها بأن جميع المواد المسربة تحمل «أدلة قوية ودامغة»، ومقبولة من قبل المحكمة لإدانة نظام الأسد بارتكاب «جرائم ضد الإنسانية» 

#### سجن صيدنايا
في فبراير 2017، أصدرت منظمة العفو الدولية تقريرًا بعنوان «مسلخ بشري» كشفت فيه حدوث عمليات شنقٍ جماعية وإبادة ممنهجة في سجن صيدنايا في ريف دمشق، حيث ذكر التقرير أنه تم إعدام أكثر من 13 ألف شخص من المدنيين المعارضين منذ عام 2011. وأن آخرين قتلوا من خلال التعذيب اللاإنساني الممنهج وحرمانهم من الحصول على الماء والغذاء والرعاية الطبية. وقد استندت المنظمة في تقريرها على تحقيق معمق، وشهادة 84 شخصا من ضمنهم معتقلين ومحامين وحراس سجون سابقين بالإضافة إلى خبراء دوليين ومحليين. ووفقًا للتقرير، يتم اقتياد أكثر من 50 شخصا معصوبي العينين ليلًا ومن ثم شنقهم ودفنهم في مقابر جماعية في أراض عسكرية خارج دمشق.
في سجن صيدنايا، تم استخدام أساليب غير انسانية في التعامل مع السجناء، مثل حرمانهم من الطعام و الماء لعدة أيام مما يضطرهم لشرب بولهم. بالإضافة للتعذيب عن طريق الإساءة الجسدية "من ضرب بالخراطيم أو أنابيب التمديدات الصحية أو الهراوات وغيرها من الأدوات على نحو مستمر. يستخدم السجانون ما يعرف بـ"بساط الريح أو السجادة الطائرة" للتعذيب، وهو أداة تتضمن لوحا قابلا للطي يُربط عليها السجين ويوجه وجهه إلى الأعلى، ثم يُحرك كل جزء من اللوح باتجاه الآخر."
كما تم انتهاج أساليب مختلفة من التعذيب النفسي في هذا السجن، منها تخيير المساجين ما بين موتهم أو موت أحد أقربائهم. أو وضعهم في غرف مفروشة بالملح و تحتوي علي جثث معتقلين قضوا تحت التعذيب أو التجويع.

### التعذيب حتى الموت
في تقرير لها أنّ أكثر من 15075 سوري قُتلوا تحت التعذيب على يد قوات نظام الأسد، منذ آذار/ مارس 2011، وحتى آذار 2024. وتقدر الأمم المتحدة بالتعاون مع منظمات حقوقية دولية عدد المعتقلين المغيبين قسرياً في سوريا بأكثر من 130 ألف معتقل. إلا أن مصير غالبيتهم مجهول تماماً. في حين تؤكد منظمات حقوقية محلية في سوريا وجود نحو 300 ألف معتقل، لقي عدد كبير منهم مصرعه تحت التعذيب. و هذه الأرقام تجد مستنداً مدعوماً بالأدلة بسبب وجود مقابر جماعية تحتوي على عشرات الآلاف من الجثث مجهولة الهوية في مناطق سيطرة النظام السوري بقيادة الأسد.

### القصف العشوائي
قام نظام الأسد بقصف المدن و القرى و البلدات السورية باستخدام أسلحة يصعب توجيهها نحو هدف معين مثل البراميل المتفجرة، و هي أسلحة " بدائية غير موجهة شديدة الفتك رخيصة التكلفة كما أنها لا تتطلب إلى أي توجيهات تقنية. وهي مصنوعة عادةً من حاوية معدنية كبيرة على شكل برميل مليئة بالمُتفجرات وربما شظايا أو نفط أو مواد كيميائية أيضًا" استخدم النظام السوري هذه الأسلحة و شبيهاتها لإيقاع أكبر ضرر ممكن في مناطق معينة و على مسحة كبرى من الخريطة السورية لتهديم البنى السكنية و البنية التحتية و من ثم تهجير أكبر عدد ممكن من السكان. في عام ٢٠٢٤، أفادت تقارير صحفية زن نظام الأسد استخدم أكثر من ٨٠ ألف برميل متفجر في سوريا خلال السنوات العشر الأخيرة لقصف مناطق سكنية.

## انتهاكات مسندة إلى المعارضة السورية
هي الجرائم التي اتهمت بها جماعات المعارضة المسلحة هي انتهاكات لحقوق الإنسان تعرض لها الموالون للحكومة والمدنيون القاطنون في المناطق الواقعة تحت سيطرة الدولة خلال الحرب. مثل التعذيب والقتل غير القانوني للأسرى وخطف الرهائن وتعريض حياة المدنيين للخطر.
في 20 مارس 2012 تلقت منظمة هيومن رايتس ووتش تقارير عن عمليات إعدام نفذتها جماعات معارضة مسلحة بحق عناصر من قوات الأمن وبحق مدنيين سوريين.

### مجازر

#### مجزرة اشتبرق
في 25 أبريل 2015، وبعد انسحاب عناصر حاجز الجيش السوري تمكن مسلحون من التسلل إلى قرية اشتبرق ذات الغالبية العلوية الواقعة في جنوب مدينة جسر الشغور في محافظة إدلب، وحسب شهود العيان فقد توافد المسلحين باتجاه القرية من محور مدينة جسر الشغور على طريق حلوز ومحور بلدتي السرمانية وغانية ونزولاً من الجبال المطلة على البلدة
عدد الضحايا بين مفقود وشهيد تجاوز المئتين، وجرى توثيق أسماء أكثر من 68 قتيلا بينهم 15 طفلاً بينما لا يزال مصير البقية مجهولاً.

#### مجازر قرى ريف اللاذقيّة
هي مجازر ارتكبت في قرى ريف اللاذقية ذي الغالبية العلوية بدعوى الضغط على النظام السوري في «معقله» على اعتبار أن الرئيس السوري وعدد من أركان النظام وجزء كبير من عديد الجيش ينتمون للطائفة العلوية أو محسوبون عليها.

#### مجزرة عدرا
في 11 ديسمبر 2013، تسللت قوات من جماعتي المعارضة المسلحة (الجبهة الإسلامية وجبهة النصرة) إلى مدينة عدرا الصناعية شمال شرق دمشق، وقامت بمهاجمة مباني سكن العمال وأسرهم. وقد تم استهداف المنتمين للأقليات الدينية، وقتل بعض الأشخاص بإطلاق النار بينما قطع رأس البعض الآخر.

#### مجزرة خان العسل
مجزرة خان العسل الكيماوية قام بها مجموعة من المعارضة المسلحة تنتسب لحركة نور الدين الزنكي وقد نتج عن هذه المجزرة وقوع العشرات من الضحايا عندما كانت البلدة تقع تحت سيطرة النظام

### القصف العشوائي
خلال سنين الحرب قامت الفصائل المحسوبة على المعارضة السورية المسلحة والقوى الأجنبية المتحالفة معها، بقصف المناطق الخارجة عن سيطرتها سواء كانت تحت سيطرة الدولة السورية أو فصائل مناهضة وذلك باستخدام الهاون والصواريخ قصيرة المدى والقذائف المتفجرة (مدفع جهنم) محلية الصنع. (هذه المعلومات تحتاج لمصادر موثوقة).

#### مدينة حلب
قصف حي الشيخ مقصود.

### التعذيب
بتاريخ 20 سبتمبر 2024، أصدرت لجنة التحقيق الدولية المستقلة المعنية بسورية، في تقريرها الذي شمل النصف الأول من عام 2024 ضمن الدورة الـ 57، لمجلس حقوق الإنسان في الأمم المتحدة، فصائل "السلطان مراد، وسليمان شاه، والجبهة الشامية، وفيلق الشام، والشرطة العسكرية" التابعين إلى الجيش الوطني السوري المعارض، بسبب أساليب التعذيب المتبعة في مرافق الاحتجاز، مثل الشبح والضرب بالأنابيب الحديدية والكابلات والصعق بالكهرباء.
كما وثّق التقرير حالتَي اغتصاب واحدة من الحالتين تورط فيها عضو بفرقة "السلطان مراد"، بعد تهديد الضحية بقتل أفراد أسرتها، وحالة قتل ضد ناشطة تلقت تهديدات بالقتل من جهات مجهولة؛ لترك منصبها كعضو في المجلس المحلي.
وأدان تقرير اللجنة فرقة "سليمان شاه" بمصادرة أراضٍ ومنازل وفرض ضرائب باهظة على السكان المدنيين، وتوثيق العديد من حالات الاعتقال ضد أولئك الذين قاوموا مطالب الفرقة، إضافةً إلى التهديدات والعنف والابتزاز المالي. وشددت اللجنة على اعتقادها بأن الفرقة مارست أعمال نهب ترقى لمستوى جرائم حرب.